# 3202 Ґрафф
3202 Ґрафф (3202 Graff) — астероїд головного поясу, відкритий 3 січня 1908 року.
Тіссеранів параметр щодо Юпітера — 3,018.